# Lambda Centauri
Désignations
Lambda Centauri (λ Cen / λ Centauri) est une étoile binaire de la constellation du Centaure. Sa magnitude apparente est de +3,13. D'après la mesure de sa parallaxe annuelle par le satellite Hipparcos, le système est situé à environ 420 années-lumière de la Terre. Il apparaît proche sur le ciel de la nébuleuse IC 2944.
λ Centauri est une étoile binaire serrée. Sa composante primaire est une géante bleue-blanche de type spectral B9III. Son compagnon est une étoile de magnitude 6,8 dans la bande K, séparée de seulement 0,73 seconde d'arc.
Le système est membre du groupe Bas-Centaure Croix du Sud (LCC) de l'association Scorpion-Centaure, qui est l'association d'étoiles massives de types O et B la plus proche du Système solaire. Il s'agit d'un groupe d'étoiles disparate qui partage un mouvement propre commun à travers l'espace et qui se s'est formé au sein du même nuage moléculaire. Le sous-groupe LCC est âgé de 16 à 20 millions d'années et sa distance moyenne est de ∼ 380 a.l. (∼ 117 pc).